# 西門圓環
22°59′51″N 120°12′00″E / 22.997513°N 120.200087°E

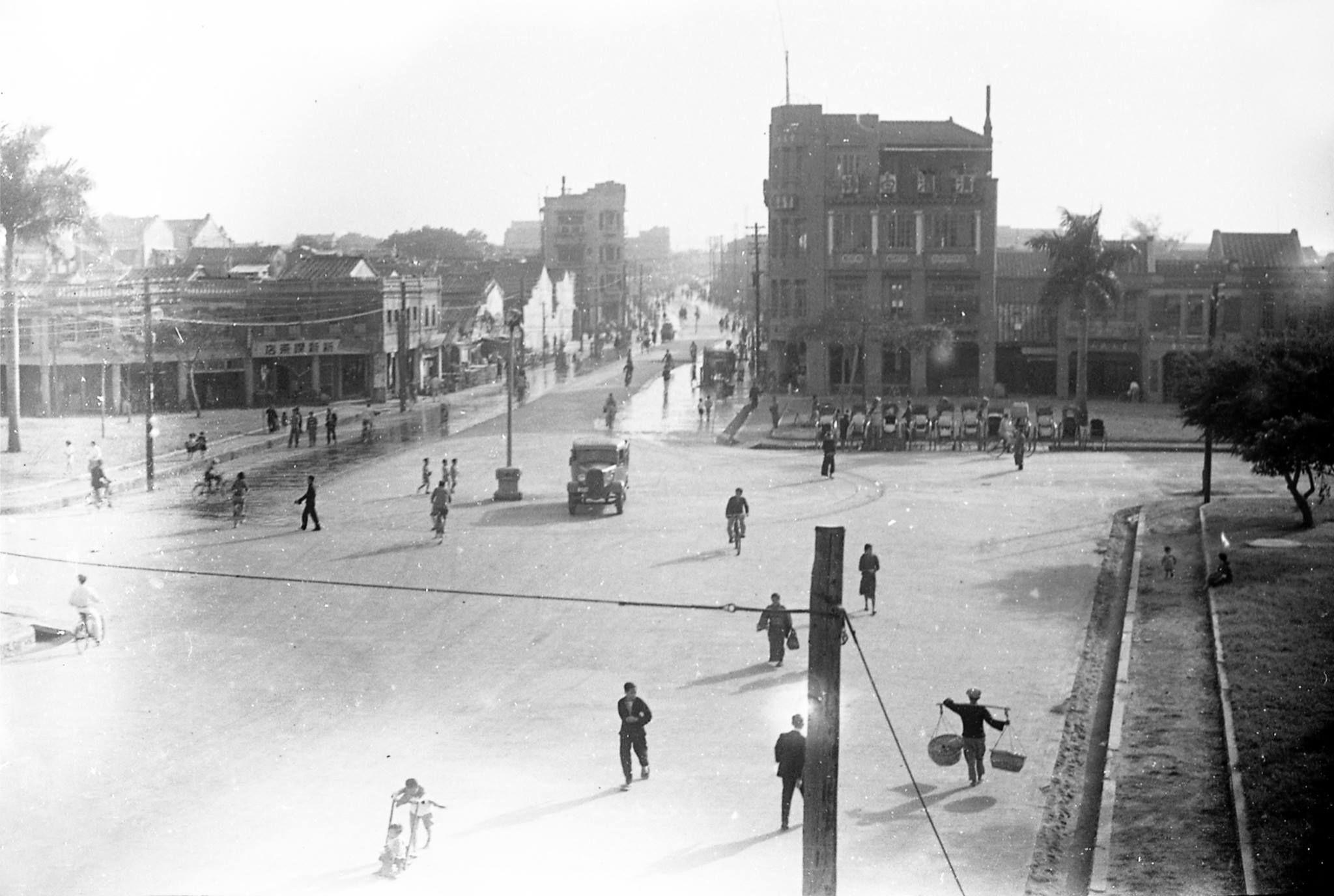
臺南西門圓環遠望 (由近至遠的高樓為寶美樓、金同成商行、醉仙閣)

西門圓環，是位於臺南市中西區的圓環，因有南北的西門路通過而稱之，在地人稱之為「小公園」。而東西向則與民族路連接，此圓環大約於1914年開闢。

## 介紹
臺灣府城的城牆自1904年逐漸被拆除，而現在的西門路即位在台灣府城的城牆的西段，約在1910年完工。1911年公布的「臺南市區改正計畫」即規畫了此圓環，大約於1914年開闢，民族路則是自1921年開始開闢。此圓環外側有環狀道路，而中央交叉的道路並未對齊，而是呈現錯開的型式，與圓環構成了四個大小不一的綠地。
戰後，西門圓環中央設置了一圓型綠地，但後來被攤販所佔據，亦屬於民族路夜市的一部分。1967年9月，台南市政府因拓寬西門路而欲將圓環上的違建攤販遷移，但遷移過程不易，當時的議員還挾令時任台南市長辛文炳北上陳情。1991年，西門圓環的槽化拆除，對向汽車可直接穿越，環狀道路則劃設汽車停車格與機車專用道。

## 地標
- 南座（日治時期戲院）
- 寶美樓

## 其他
臺灣府城的大西門原址位於西門圓環南側的西門路民權路口。